# Ge'ez
Ge'ez neboli klasická etiopština je semitský jazyk, patrně odštěpený od jihoarabštiny. Hovořilo se jím běžně v Etiopii až do 14. století, kdy byl tento jazyk nahrazen amharštinou. Dodnes se však používá v liturgii etiopské církve.
Zapisuje se etiopským písmem.
V tomto jazyce se dochovalo značné množství rané křesťanské a dokonce i židovské literatury. Z nejznámějších spisů je možné jmenovat 1. knihu Henochovu či Knihu jubileí.

## Příklady

### Číslovky
| Číslice | Ge'ez | Transliterace | Česky |
| ፩       | አሐዱ   | ahadu         | jeden |
| ፪       | ክልኤቱ  | kili'ētu      | dva   |
| ፫       | ሠለስቱ  | šelesitu      | tři   |
| ፬       | አርባዕቱ | āriba'itu     | čtyři |
| ፭       | ኀምስቱ  | ḫāmisitu      | pět   |
| ፮       | ስድስቱ  | sidisitu      | šest  |
| ፯       | ሰብዐቱ  | sebi'ātu      | sedm  |
| ፰       | ሰማኒቱ  | semanītu      | osm   |
| ፱       | ትስዐቱ  | tisi'ātu      | devět |
| ፲       | ዐሠርቱ  | 'āšeritu      | deset |

## Vzorový text
Weyibē āḥādu bi’isī botu kili’ēte dek’e.
Weyibēlo zeyini’isi le’ābuhu āba
hābenī mekifelite risitiye
zeyirekibenī. Wekefelo niwayo.
Otče náš (modlitba Páně):
Ābune zebesemayati.
Yitik’edesi simike.
Timits’a’i menigišitike.
Weyikuni fek’adike bekeme besemayi kemahu bemidiri.
Sīsayene zelele ʻiletine
habene yomi.
ḫidigi lene ābesane wegēgayene
keme niḥinenī niḫidigi leze’ābese lene.
Ītabi’āne igizī’o wisite menisuti,
ala ādiḫinene webaliḥāne imikwīlu ikuyi. Āmēni.

### Všeobecná deklarace lidských práv
| ge'ez       | ተወልዱ፡ኵሉ፡ሰብእ፡ግዑዛን፡ወዕሩያን፡በማዕረግ፡ወብሕግ።ቦሙ፡ኅሊና፡ወዐቅል፡ወይትጌበሩ፡አሐዱ፡ ምስለ፡አሀዱ፡በመንፈሰ፡እኍና።                                                               |
| transkripce | tawaldu kwellu sab' ge'uzan wa 'erruyan bamaa'reg wahhegg. bomu hhhellinaa wa 'aql wa yetgebbaru 'ahadu mesla 'ahadu ba manfasa 'hewennaa  |
| česky       | Všichni lidé se rodí svobodní a sobě rovní co do důstojnosti a práv. Jsou nadáni rozumem a svědomím a mají spolu jednat v duchu bratrství. |